# 幸福镇 (云县)
幸福镇是中国云南省临沧市云县下辖的一个镇，位于云县西南部。幸福镇西邻永德县、凤庆县，北邻爱华镇，东邻临沧县，南邻耿马县。该镇面积662.3平方千米。

## 行政区划
该镇下辖18个行政村：
海东村、忙峨村、控抗村、邦洪村、勐底村、邦信村、红岗村、邦别村、蔑笆山村、灰窑村、老鲁山村、盘村、干坡村、邦挖村、慢蔗村、哨山村、幸福村和掌龙村。

## 中国传统村落
2013年8月，邦信村被评为第二批中国传统村落。